# Éric Raffin
Éric Raffin, né le 24 novembre 1981 à Challans, en Vendée, est un jockey de trot monté et un driver de trot attelé français. 

## Carrière

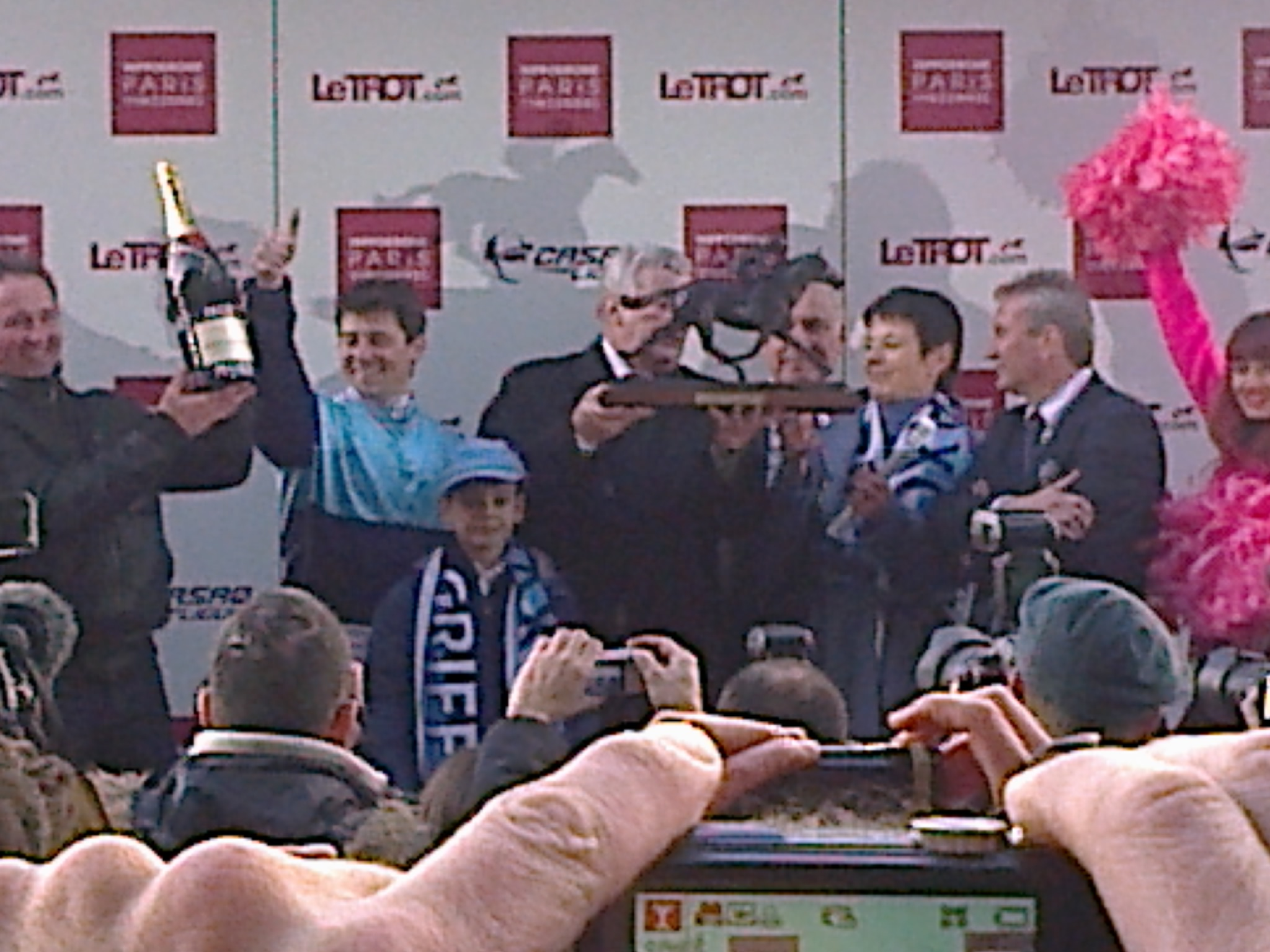
Éric Raffin, casaque ciel et bleu, fêtant sa victoire sur le podium après le prix du Cornulier 2014

C'est au trot monté qu'Éric Raffin se distingue le plus dans un premier temps durant sa carrière, remportant cinq fois l'Étrier d'or (2006, 2007, 2011 ex–æquo avec Franck Nivard, 2015, 2016),. Parmi ses principales victoires au monté figure le Prix de Cornulier en 2003 avec Joyau d'Amour puis en 2014 et 2015 avec Roxane Griff.
Depuis 2010, Éric Raffin est aussi très régulier au trot attelé. Il remporte de nombreuses courses prestigieuses dans cette discipline sur l'hippodrome de Vincennes, comme le Prix de Paris, le Critérium des Jeunes, le Critérium des 3 ans ou encore le Critérium des 5 ans. En 2019, il remporte son premier sulky d'or et, avec 345 succès (285 à l'attelé, 60 au monté), il égale le record de victoires en un an détenu depuis 2006 par Jean-Michel Bazire. Le 9 septembre 2021, il atteint le cap des 4 000 victoires aux Sables-d'Olonne. Toujours en 2021, il bat son record du nombre de victoires en France sur une année avec 349 succès (293 à l’attelé, 55 au monté) et décroche un troisième sulky d'or.

## Palmarès
- Sulky d'or (2019, 2020, 2021, 2022, 2023, 2024)

 France

### Attelé

#### Groupe I
- Prix de France – 1 – Délia du Pommereux (2021)
- Prix de Paris – 1 – Roxane Griff (2012)
- Critérium des Jeunes – 1 – Billie de Montfort (2014)
- Critérium des 3 ans – 1 – Aladin d'Écajeul (2013), Lovino Bello (2024)
- Critérium des 5 ans – 2 – Vabellino (2014), Eugénito du Noyer (2019)
- Prix de Sélection – 4 – Saxo de Vandel (2010), Aladin d'Écajeul (2014), Face Time Bourbon (2021), Horsy Dream (2023)
- Prix de l'Étoile – 1 – Saxo de Vandel (2009)
- Prix René Ballière – 2 – Bold Eagle (2016), Face Time Bourbon (2021)
- Prix Albert Viel – 1 – Helgafell (2020)
- Prix Ourasi – 1 – Izoard Védaquais (2022)
- Prix de l'Atlantique – 1 – Horsy Dream (2024)

#### Groupe II
- Prix de Bretagne – 4 – Olga du Biwetz (2010), Roxane Griff (2012), Valko Jenilat (2017), Face Time Bourbon (2021)
- Prix Maurice de Gheest – 3 – Uno la Chesnaie (2011), Véloce Gédé (2012), Gotland (2019)
- Prix Emmanuel Margouty – 3 – Uno la Chesnaie (2010), Gotland (2018), Helgafell (2019)
- Prix Guy Le Gonidec – 3 – Billie de Montfort (2015), Draft Life (2017), Gunilla d'Atout (2020)
- Prix Uranie – 3 – Fly With Us (2018), Gunilla d'Atout (2019), Hirondelle Sibey (2020)
- Prix Reine du Corta – 3 – Billie de Montfort (2014), Gunilla d'Atout (2019), Hirondelle Sibey (2020)
- Prix de Croix – 3 – Son Alezan (2011), Vainqueur RP (2019), Power (2021)
- Prix Kalmia – 3 – Gotland (2019), Helgafell (2020), Impressionist (2021)
- Prix Jean–Luc Lagardère – 2 – Roxane Griff (2011, 2012)
- Prix de l'Union Européenne – 2 – Rapide Lebel (2011, 2012)
- Prix Henri Levesque – 2 – Voltigeur de Myrt (2014), Baltic Charm (2016)
- Prix Paul Leguerney – 2 – The Lovely Gwen (2011), Billie de Montfort (2015)
- Prix Masina – 2 – Billie de Montfort (2014), Diva du Mouchel (2016)
- Prix Pierre Plazen – 2 – Uncaring (2011), Booster Winner (2014)
- Prix de Tonnac–Villeneuve – 2 – Saxo de Vandel (2010), Cahal des Rioults (2016)
- Prix Annick Dreux – 2 – Cavalleria (2015), Draft Life (2016)
- Prix Éphrem Houel – 2 – Astor du Quenne (2014), Draft Life (2017)
- Prix Paul Karle – 2 – Aladin d'Écajeul (2013), Gotland (2019)
- Prix Louis Jariel – 2 – Sancho du Glay (2011), Eugenito du Noyer (2019)
- Prix Abel Bassigny – 2 – Aladin d'Écajeul (2013), Gotland (2019)
- Prix Charles Tiercelin – 2 – Draft Life (2017), Hirondelle Sibey (2021)
- Prix Gaston de Wazières – 2 – Billie de Montfort (2015), Hirondelle Sibey (2021)
- Prix Gélinotte – 2 – Fly With Us (2018), Jazzy Perrine (2022)
- Prix du Bourbonnais – 1 – Magnificent Rodney (2008)
- Prix d'Été – 1 – Rapide Lebel (2010)
- Prix de La Haye – 1 – Roxane Griff (2011)
- Prix de Washington – 1 – Rapide Lebel (2012)
- Clôture du Grand National du trot – 1 – Rapide Lebel (2010)
- Critérium de vitesse de Basse–Normandie – 1 – Aladin d'Écajeul (2015)
- Prix Jules Thibault – 1 – Up and Quick (2012)
- Prix Une de Mai – 1 – Billie de Montfort (2013)
- Prix Doynel de Saint–Quentin – 1 – Vabellino (2014)
- Prix Marcel Laurent – 1 – Aladin d'Écajeul (2014)
- Prix Octave Douesnel – 1 – Aladin d'Écajeul (2014)
- Prix Gaston Brunet – 1 – Aladin d'Écajeul (2014)
- Prix Ozo – 1 – Billie de Montfort (2014)
- Prix Ovide Moulinet – 1 – Aladin d'Écajeul (2015)
- Prix Jacques de Vaulogé – 1 – Feliciano (2018)
- Prix Phaeton – 1 – Face Time Bourbon (2019)
- Prix Albert Demarcq – 1 – Eugenito du Noyer (2019)
- Prix Chambon P – 1 – Tony Gio (2019)
- Prix Roquépine – 1 – Jazzy Perrine (2022)

### Monté

#### Groupe I
- Prix de Cornulier – 4 – Joyau d'Amour (2003), Roxane Griff (2014, 2015), Joumba de Guez (2025)
- Prix d'Essai – 3 – My Lady Way (2003), Arca des Jacquets (2013), Booster Winner (2014)
- Saint–Léger des Trotteurs – 2 – Trophy Charm (2010), Che Jenilou (2015)
- Prix de Vincennes – 2 – Nancy Menuet (2004), Atlessima (2013)
- Prix du Président de la République – 3 – Quita d'Éronville (2008), Atlessima (2014), Draft Life (2017), Jasper des Charmes (2023)
- Prix de Normandie – 2 – Hugo du Bossis (2000), Save The Quick (2011)
- Prix des Centaures – 3 – Orélie de Retz (2006), Booster Winner (2015), Draft Life (2018)
- Prix des Élites – 3 – Nouba Turgot (2006), Booster Winner (2014), Feeling Cash (2020)
- Prix de l'Île–de–France – 3 – Priscilla Blue (2010), Roxane Griff (2014), Freeman de Houelle (2022)

#### Groupe II
- Prix Jean Gauvreau – 6 – Kissie du Vivier (2003), Luna du Boscail (2004), Nouba Turgot (2006), Ragtime du Parc (2010), Singalo (2011), Draft Life (2018)
- Prix Xavier de Saint Palais – 6 – Joyau d'Amour (2002), Nouba Turgot (2006), Ragtime du Parc (2010), Singalo (2011), Et Voilà de Muze (2019), Feeling Cash (2020)
- Prix Louis–Forcinal – 5 – Nouba Turgot (2007), Singalo (2011), Villeroi (2015), Captain Sparrow (2018), Freeman de Houelle (2021)
- Prix Paul Bastard – 4 – Mamaora (2005), Quita d'Éronville (2009), Singalo (2011), Astor du Quenne (2015)
- Prix Philippe du Rozier – 4 – Luna du Boscail (2003), Quido du Goutier (2008), Rick des Sales (2009), Singalo (2010)
- Prix Joseph-Lafosse – 4 – Luna du Boscail (2004), Milia Pierji (2005), Save the Quick (2011), Dryade du Parc (2018)
- Prix Reynolds – 4 – Mage du Martellier (2006), Rapide Lebel (2012), Roxane Griff (2013), Mindyourvalue WF (2021)
- Prix Louis Le Bourg – 4 – Nancy Menuet (2005), Un Team de Nacre (2012), Hallix (2021), Indigo du Poret (2022)
- Prix Céneri Forcinal – 3 – Singalo (2010), Astor du Quenne (2014), Booster Winner (2015)
- Prix Pierre Gamare – 3 – Quérido de Blary (2007), Arca des Jacquets (2013), Che Jenilou (2015)
- Prix Olry–Roederer – 3 – Singalo (2010), Ulster Perrine (2012), Astor du Quenne (2014)
- Prix Edmond Henry – 3 – Quido du Goutier (2008), Save the Quick (2011), Singalo (2012)
- Prix Victor Cavey – 3 – Nouba Turgot (2006), Ragtime du Parc (2010), Singalo (2011)
- Prix Hervé Ceran–Maillard – 3 – Nouba Turgot (2006), Romance du Ruel (2010), Feeling Cash (2020)
- Prix Jules Lemonnier – 2 – Joyau d'Amour (2005), Roxane Griff (2014)
- Prix Théophile Lallouet – 2 – Kamilo d'Authon (2006), Roxane Griff (2014)
- Prix de Londres – 2 – Kalao (2005), Pluto du Vivier (2013)
- Prix Ali Hawas – 2 – Vipsie Griff (2012), Arca des Jacquets (2013)
- Prix Édouard Marcillac – 2 – Atwood Griff (2013), Dreamer Delo (2016)
- Prix Émile Riotteau – 2 – Luna du Boscail (2003), Nouba Turgot (2006)
- Prix Raoul Ballière – 2 – Vipsie Griff (2012), Booster Winner (2014)
- Prix Félicien Gauvreau – 2 – Punch Winner (2006), Che Jenilou (2015)
- Prix de Basly – 2 – Che Jenilou (2015), Héros de Fleur (2020)
- Prix de Pardieu – 2 – Orélie de Retz (2006), Hallix (2021)
- Prix du Calvados – 1 – Nouba Turgot (2009)
- Prix Camille Blaisot – 1 – Nouba Turgot (2006)
- Prix Legoux–Longpré – 1 – Nouba Turgot (2006)
- Prix Holly du Locton – 1 – Almira  Marancourt (2013)
- Prix Léon Tacquet – 1 – Astor du Quenne (2015)
- Prix Louis Tillaye – 1 – Punch Winner (2006)
- Prix Henri Ballière – 1 – Airport (2014)
- Prix Hémine – 1 – Arca des Jacquets (2013)
- Prix Camille de Wazières – 1 – Nancy Menuet (2005)
- Prix Paul Buquet – 1 – Rubis Dairpet (2013)
- Prix René Palyart – 1 – Booster Winner (2015)
- Prix Lavater – 1 – Feeling Cash (2019)
- Prix Jacques Andrieu – 1 – Freeman de Houelle (2021)

 Belgique
- Grand Prix de Wallonie – 2 – Rapide Lebel (2011), Face Time Bourbon (2021)

 Suède
- Paralympiatravet – 1 – Délia du Pommereux (2021)
- Elitloppet – 1 – Horsy Dream (2024)

 Finlande
- Prix Saint–Michel – 2 – Rapide Lebel (2011), Face Time Bourbon (2021)
- Kymi Grand Prix – 1 – Rapide Lebel (2011)

 Italie
- Grand Prix de la Loterie – 1 – Face Time Bourbon (2021)

 Union européenne
- Championnat européen des 3 ans – 2 – Helgafell (2020), Deus Zack (2022)